# Хроника Мађара
Хроника Мађара (на латинском Chronica Hungarorum) позната и као Туроцијева хроника, је наслов мађарске хронике на латинском језику из 15. века коју је написао Јанош Туроци тако што је саставио неколико ранији дела 1488. године. Она је вековима служила као примарни извор за историју средњовековне Угарске.

## Историја
Историјско знање будућих генерација заснивало се на Туроцијевој хроници, јер је то била најпотпунија средњовековна мађарска историја у то време. Сама хроника проистиче као резултат историографске конструкције претходних мађарских хроника писаних вековима уназад, из времена Античке Гесте . Према Туроцију, радио је на основу савремених дела из времена краља Карла Роберта (1301–1342) и краља Лајоша I Анжујског (1342–1382), која се такође заснивају на старијим хроникама. Основна премиса мађарске средњовековне хроничарске традиције је та да су Хуни, зачраво Мађари који су два пута излазили из Скита,  водећи се принципимс Хунско-Угарског континуитета.
Угарски краљ Матија био је срећан што је био описан као „други Атила“.  У прологу своје хронике, Турочи је имао намеру да велича Атилу, што је незаслужено занемарено, штавише, увео је чувену карактеризацију „Бич Божији“ каснијим мађарским писцима, јер су раније хронике дуго остајале скривене. Сматра се да је он од Атиле направио узор свом победничком владару, угарском краљу Матији (1458–1490) који је имао Атилине способности, чиме је скоро оживео епитет „чекић света“ у животу. 
У хроници је описана историја Мађара од најстаријих времена до 1487. године. Садржи ручно обојене дрворезе који приказују укупно четрдесет једног угарског краља и вођу. Аугсбуршко издање из 1488. године је прва позната штампа направљена златном бојом.